# 帕尔菲塞格
帕尔菲塞格，是匈牙利佐洛州所辖的一个村，总面积5.59平方公里，总人口169，人口密度30.2人/平方公里（2010年1月1日）。